# (52649) Chrismith
(52649) Chrismith (1997 YX11) – planetoida z grupy pasa głównego asteroid okrążająca Słońce w ciągu 5,3 lat w średniej odległości 3,04 j.a. Odkryta 27 grudnia 1997 roku.